# ماميثا عديدة الفصوص
المامِيثَا عديدة الفصوص نوع نباتي يتبع جنس الماميثا من الفصيلة الخشخاشية.

## البيئة والانتشار
ينتشر في وسط آسيا حيث سجل وجوده في تركمانستان.